# Lyckoklöver

Lyckoklöver (Oxalis articulata) är en tuvbildande växt inom släktet oxalisar och familjen harsyreväxter. Lyckoklöver har ljusgröna, klöverlika, tredelade blad på långa skaft, men en "äkta" lyckoklöver ska ju ha fyra delblad. Namnförbistringen beror på att namnet lyckoklöver ursprungligen användes på en art som har fyrdelade blad. Blommorna är rosa, trattformiga och sitter i blomställningar med uppåt tio blommor i varje på minst decimeterlånga skaft.
Namnet Oxalis kommer av grekiskans oxys som betyder sur, skarp och hals eller halos som betyder salt, och syftar på smaken hos bladen. Articulatus betyder ledad. Flera arter odlades som krukväxter på 1800-talet och kallades då för syrling.

## Förekomst
Lyckoklöverns naturliga utbredningsområde är bergen i de tropiska delarna av Sydamerika.

## Odling
Lyckoklöver har tjock, förgrenad jordstam, som gör den lätt att vinterförvara och även föröka. Finns i butikerna framför allt från vår till höst. Förökas lätt genom att man delar jordstammarna, som sedan fördelas på flera krukor.
Lyckoklöver kräver ljus och solig växtplats för att bli kraftig, så att blommor och blad inte lägger sig. Vintertid kan den förvaras mörkt. Den bör vattnas så att jorden blir ordentligt genomfuktad varje gång, men bör torka upp något däremellan. I oktober avslutas all vattning, och växten förvaras helt torrt under vintern. Vattnas med krukväxtnäring en gång i veckan från vår till höst. Lämpligaste temperatur under växtperioden är 18–20 °C. Under vintervilan är det bäst om den kan förvaras så svalt som 5–10 °C. På våren planterar man om de små jordstammarna i ny jord. 4–5 stycken läggs i varje nio centimeters kruka och täcks med cirka fem centimeter tjockt lager jord. Vattnas, placeras i fönstret varpå lyckoklövern snart grönskar. Sedan alla blommor vissnat rycks stänglarna bort.
Ibland angrips lyckoklöver av bladlöss.

## Andra arter och sorter
Oxalis bowiei, purpuroxalis, har samma växtsätt som lyckoklöver, men härstammar från Kapregionen i Sydafrika. Bladen är mörkare gröna och något större. Bladstjälkarna kan bli upp till 30 centimeter långa. Blommorna är också större och mörkare rosa. Purpuroxalis vissnar ner på hösten och övervintrar med hjälp av jordstammar, precis som lyckoklövern. Den är däremot betydligt ovanligare i butikernas sortiment, men odlades som krukväxt redan på 1800-talet. Den sköts och hanteras som lyckoklöver. En gulblommande art med liknande växtsätt och som kräver samma skötsel är Oxalis pescaprae. Den härstammar från Sydafrika men finns nu som ogräs i Australien, Kalifornien, de europeiska Medelhavsländerna och i sydvästra England. Har underjordiska stammar som lyckoklöver. Det är med hjälp av dessa plantan övervintrar liksom det är med dem plantan förökas. Skötsel som lyckoklöver. Bladen är tredelade med djupt urnupna, hjärtformade gröna blad. De bildar tuvor, men blad och blommor har en benägenhet att hänga ner över krukkanten, därför lämpar den sig väl för odling i ampel. Kan stå utomhus på sommaren.